# Публика

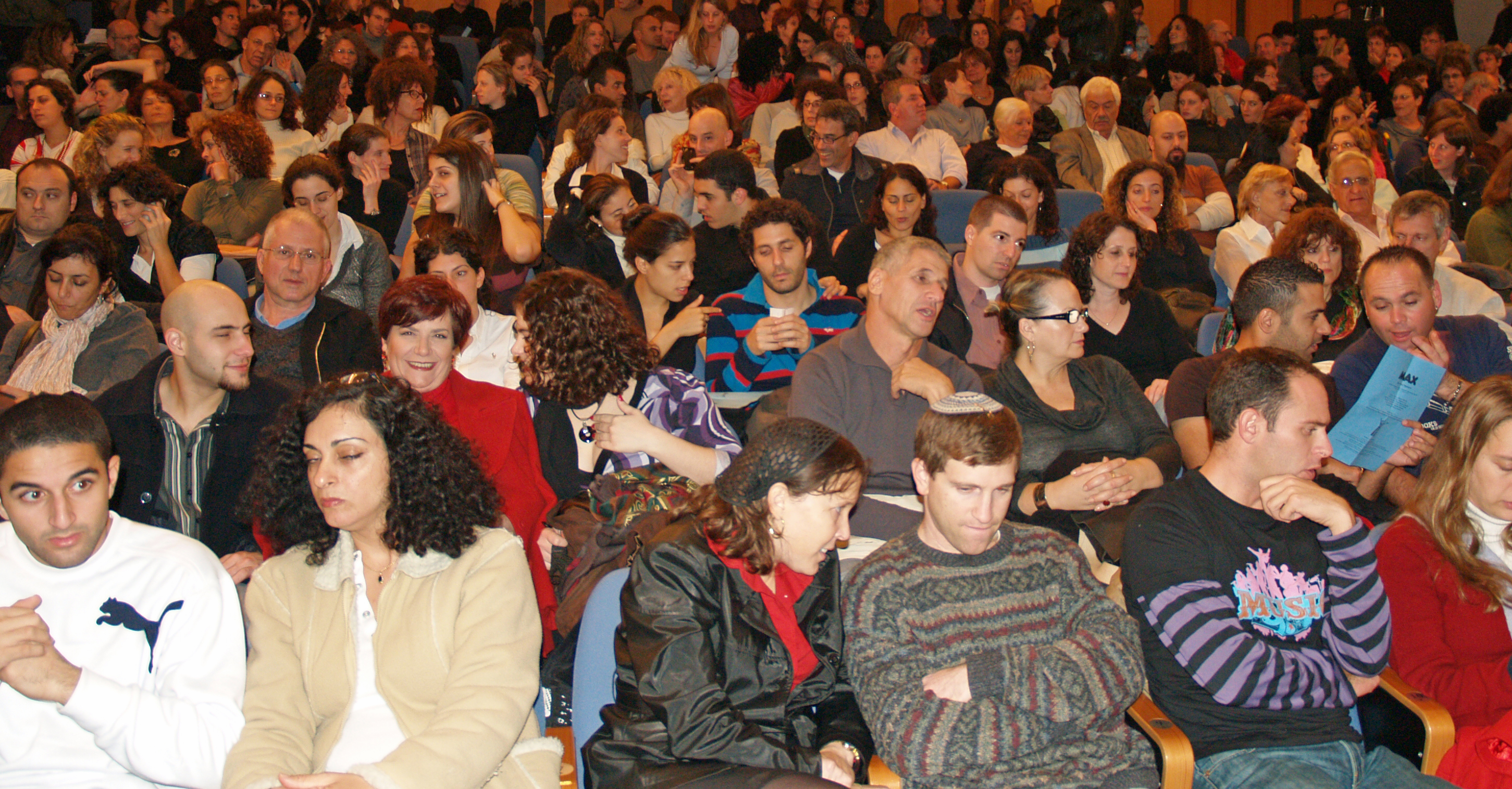
Скучающая публика.

Пу́блика или народ — совокупность людей, являющихся объектом воздействия чего-либо (искусства, пропаганды, рекламы, литературы, развлекательных мероприятий, просвещения и так далее).
Действия, например, выступления, рассчитанные на публику, называются публичными.

## История
Слово «публика» в каждой конкретной области имеет свои синонимы. Так например в споре или в беседе театральных деятелей этот термин будет означать «зрители», в дискуссии производителей или продавцов товаров он будет означать «покупатели», в избирательной кампании слово «публика» означает «избиратели», в разговоре работников транспорта этот термин может быть использован вместо термина «пассажиры». В маркетинге или рекламе используются также термины целевая группа и целевая аудитория для группы лиц, на которую направлено рекламное сообщение и рекламные мероприятия. Касательно средств массовой информации употребляется термин аудитория СМИ.
Вероятно, одними из первых мероприятий, предназначенных для публики, можно считать древние религиозные ритуалы, нередко происходившие при скоплении народа. На них жрецы могли демонстрировать «чудеса», да и сама торжественность церемоний убеждала публику в могуществе и необходимости жрецов. Но в целом в Древнем Востоке взгляд на людей как на публику ещё не устоялся, чему способствовал деспотический характер правления.
В античном рабовладельческом обществе (в частности, в Древней Греции) развитие демократии привело к расцвету публичных политических выступлений. Практически все свободные граждане Афин получили огромное количество свободного времени и стали публикой — то есть проводили время, слушая политических ораторов, наблюдая спортивные состязания, наслаждаясь комедиями и трагедиями в амфитеатрах. То же происходило в Финикии, Карфагене, Римской республике. Даже после того, как республику сменяла тирания, правители уже не забывали о публике. Известен лозунг «хлеба и зрелищ», следуя которому императоры проводили многочисленные гладиаторские бои и другие представления, смягчая социальную напряжённость.
В раннефеодальной Европе единственными публичными выступлениями стали религиозные проповеди. Даже скоморохов церковь обычно осуждала и преследовала. Но позже в городах появились театры, духовенством стали организовываться публичные дискуссии по теологии и философии. Важность публичных выступлений была заново осознана во время Реформации, когда вместо унылых молитв на латыни в церквях стали слышны страстные проповеди на родном языке.
В эпоху Просвещения публикой была лишь малая часть населения — активная часть дворянства и буржуазии. Именно они ходили в театры, читали книги, платили за это деньги. Авторы стали стремиться угодить вкусам публики.
Начавшиеся буржуазные революции показали, что народ получил возможности влиять на власть. Так возродились политические публичные выступления. Выдающимися людьми Нового времени была поставлена новая цель — просвещение народа. Правительствами и разными обществами устраивались публичные школы и публичные лекции. Следствием стало появление массовой читающей публики, потребляющей книги, газеты и журналы.
Промышленная революция и рост конкуренции привели к появлению новой публичной деятельности — рекламы. В результате развития радио, телевидения и интернета почти каждый житель стал объектом публичной пропаганды или рекламы. Утвердился термин «пиар» (связи с общественностью).

## Массовая аудитория
Одна из разновидностей аудитории, отличительной чертой которой является большое количество участников в ней. Массовая аудитория- термин, широко использующийся по отношению к аудитории СМИ и к современным массовым культурным явлениям, которые зачастую представляется сложным отделить друг от друга. Так, массовая аудитория музыкального мероприятия включает в себя совокупность аудитории, непосредственно на нем присутствующую и аудиторию, которая следит за онлайн трансляцией данного мероприятия. При этом, поведение индивида в толпе и за экраном телевизора значительно отличается. Изучением влияния толпы на поведение человека занимается психология толпы.
Одной из ключевых черт массовой аудитории является её временная и территориальная рассредоточенность, даже несмотря на тот факт, что некоторая часть аудитории может находиться одновременно в одном помещении.
Существуют различные концептуальные трактовки понятия массовой аудитории — как инертного молчаливого большинства, пассивно потребляющего информацию, предлагаемую СМИ, либо, наоборот, как общественной силы, способной активно влиять на СМИ и требовать от них соответствия информационной продукции своим возрастным, профессиональным, этническим, культурным и иным потребностям.
Стоит различать понятия массовая и целевая аудитория. Так, целевой аудиторией является совокупность потенциальных потребителей продукта СМИ, массовой же аудиторией принято называть тех, кто уже вовлечен в процесс потребления.

## В психологии
В психологии известен феномен «страха перед публикой», то есть боязнь публичных выступлений. Даже если человек осмелился в первый раз выступить, во время выступлений появляются ступор, забывание и т. д., в результате чего выступление терпит фиаско, а страх закрепляется. Лечится тщательной подготовкой и тренировочными выступлениями перед доброжелательной публикой.